# Queensferry (pays de Galles)
Queensferry (en gallois : Y Fferi Isaf) est une ville du Flintshire, au pays de Galles.
La ville est située sur la Dee, près de la frontière avec l'Angleterre.
Son nom provient des ferries, des bacs utilisés pour traverser la rivière. Avant d'être baptisée Queensferry, la cité était connue sous le nom de Lower Ferry, alors que la cité voisine de Saltney s'appelait High Ferry. Au couronnement du roi George IV en 1820, la ville a changé de nom pour devenir Kingsferry et, en 1837, le nom de la ville est devenu Queensferry lors du couronnement de la reine Victoria.